# Edwina Bone
Pour les articles homonymes, voir Bone.
Edwina Bone née le 29 avril 1988 à Orange est une joueuse de hockey sur gazon australienne. Elle évolue au poste de défenseure au Canberra Strikers et avec l'équipe nationale australienne.
Elle a participé aux Jeux olympiques d'été de 2016 et 2020.

## Carrière

### Coupe du monde
- : 2014
- Top 8 : 2018

### Coupe d'Océanie
- : 2019

### Jeux du Commonwealth
- : 2014

- : 2018

### Jeux olympiques
- Top 8 : 2016, 2020